# Carl Palmer
Carl Palmer (n. Carl Frederick Kendall Palmer, 20 martie 1950, Handsworth, Birmingham) este un baterist și percuționist englez. Este unul dintre cei mai respectați bateriști ai muzicii rock din anii '60 până în prezent. Palmer este un veteran a numeroase trupe britanice printre care Crazy World of Arthur Brown, Atomic Rooster, Emerson, Lake and Palmer și Asia. A colaborat de asemenea și cu Mike Oldfield.
1. ↑  Carl Palmer, SNAC, accesat în 9 octombrie 2017
2. ↑  Czech National Authority Database, accesat în 23 noiembrie 2019
3. ↑  Montreux Jazz Festival Database[*] Verificați valoarea |titlelink= (ajutor);
4. ↑  Montreux Jazz Festival Database[*] Verificați valoarea |titlelink= (ajutor);
5. 1 2 3 4 5 6 7 8 9 10 11 12 13  Montreux Jazz Festival, accesat în 28 septembrie 2022